# العلمين (مركز)
مركز العلمين، مركز إداري مصري. يقع في محافظة مطروح الواقعة في جمهورية مصر العربية. يضم المركز مدينة العلمين و قريتان